# Rhabdomastix callosa
Rhabdomastix callosa är en tvåvingeart som beskrevs av Alexander 1923. Rhabdomastix callosa ingår i släktet Rhabdomastix och familjen småharkrankar. Inga underarter finns listade i Catalogue of Life.